# Turistická značená trasa 4328
 Turistická značená trasa 4328 je 1,6 km dlouhá zeleně značená trasa Klubu českých turistů v okrese Svitavy spojující Mladějov na Moravě s hřebenovou trasou Hřebečovského hřbetu. Její převažující směr je severozápadní.

## Průběh trasy
Počátek turistické trasy 4328 se nachází na západním okraji Mladějova na Moravě u hájovny v blízkosti železničního přejezdu přes Mladějovskou úzkorozchodnou železnici na rozcestí se žlutě značenou trasou 7335 vedoucí od Mladějovského nádraží k Dětřichovské hájence. Trasa 4328 stoupá severozápadním směrem úbočím Hřebečovského hřbetu kolem Bisovy studánky na vrchol Mladějovského hradiska. Přímo na vrchol a zároveň k pozůstatkům mladějovského hradiště a zaniklého hradu Hausberka je zřízena krátká rovněž zeleně značená odbočka. Hlavní trasa se na rozcestí s ní stáčí na západ, vystoupá na vrchol hřbetu, kříží účelovou komunikaci a končí na hřebenové červeně značené trase trase 0445 z Třebovice do Březové nad Svitavou.

## Turistické zajímavosti na trase
- Mladějovská úzkorozchodná železnice
- Bisova studánka
- Hradiště Mladějov
- Zaniklý hrad Hausberk